# Богацький Георгій Пилипович
Георгій Пилипович Богацький (6 травня 1918, Катеринослав — 22 листопада 1974) — український вчений в галузі містобудування, доктор технічних наук, професор.

## Біографія
Народився 6 травня 1918 в місті Катеринославі (нині Дніпропетровськ) в родині робітника. У 1934 році вступив до Дніпропетровського транспортного технікуму, з якого був переведений на IV курс Індустріального робітфаку. Після його закінчення в 1936 році вступив до Дніпропетровського інженерно-будівельного інституту на факультет промислового та цивільного будівництва, який закінчив в 1941 році.
З початком німецько-радянської війни був призваний до лав Червоної армії і направлений у Військово-інженерну академію у Москву. Через три місяці отримав призначення в оперативну групу загонів загородження Москви. Війну закінчив у званні майора, пройшовши шлях від командира стрілецької роти, командира саперної роти до начальника штабу інженерного батальйону. За бойові заслуги нагороджений орденами Вітчизняної війни 2-го ступеня і Червоної Зірки, двома польськими Срібними Хрестами Заслуги, багатьма медалями.
У 1953 році очолив кафедру міського будівництва Київського інженерно-будівельного інституту, а з 1955 став і деканом факультету міського будівництва та господарства. У 1969 році призначений проректором інституту з наукової роботи і в цьому ж році він очолив секцію міського руху та транспорту Спілки архітекторів УРСР, організував лабораторію з проектування сільських населених місць.

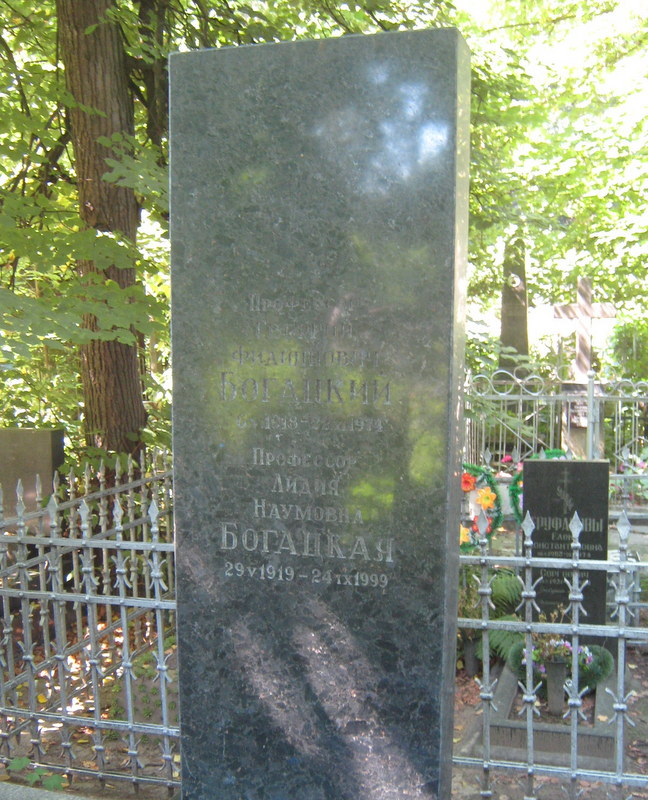
Могила Георгія Богацького

Помер 22 листопада 1974 року. Похований в Києві на Байковому кладовищі (ділянка № 1).

## Праці
Автор кількох книг, багатьох наукових статей і методичних матеріалів. Серед них:
- «Инженерное оборудование и благоустройство улиц». 1957;
- «К вопросу проектирования и реконструкции городских улиц и дорог». // Планировка и застройка городов. — Київ: Будівельник, 1964 (В помощь проектировщику- градостроителю);
- «Об упорядочении городского движения». — Київ: Будівельник, 1965 (В помощь проектировщику-градостроителю, вьш. 7);
- «Городские улицы и городское движение». — Київ: Будівельник, 1967 та інші.